# Hole (zespół muzyczny)
Hole – istniejący w latach 1989–2002 grunge’owy zespół, który został założony przez wokalistkę i gitarzystkę Courtney Love i gitarzystę Erica Erlandsona. W 2009 Courtney Love reaktywowała zespół w całkiem nowym składzie. Zespół rozpadł się ponownie w 2012.

## Muzycy
- Courtney Love – gitara rytmiczna, śpiew (1989–2002, 2009–2012)
- Micko Larkin – gitara prowadząca (2009–2012)
- Scott Lipps – perkusja (2011–2012)
- Stu Fisher – perkusja (2009–2011)
- Shawn Dailey – gitara basowa (2009–2012)
- Eric Erlandson – gitara prowadząca (1989–2002)
- Samantha Maloney – perkusja (1998–2000)
- Melissa Auf der Maur – gitara basowa (1994–1999)
- Patty Schemel – perkusja (1993–1994)
- Kristen Pfaff – gitara basowa (1993–1994)
- Caroline Rue – perkusja (1989–1992)
- Leslie Hardy – gitara basowa (1992)
- Jill Emery – gitara basowa (1991–1992)
- Lisa Roberts – gitara basowa (1989–1990)
- Mike Geisbrecht – gitara (1989)
- Errol Stewart – gitara (1989–1990)

## Dyskografia
| Data wydania         | Nazwa                     | Wytwórnia płytowa                |
| -------------------- | ------------------------- | -------------------------------- |
| 17 września 1991     | Pretty on the Inside      | Caroline Records                 |
| 12 kwietnia 1994     | Live Through This         | Geffen Records                   |
| 8 września 1995      | Ask for It                | Caroline Records                 |
| 26 sierpnia 1997     | The First Session         | Sympathy for the Record Industry |
| 28 października 1997 | My Body, the Hand Grenade | City Slang                       |
| 8 września 1998      | Celebrity Skin            | Geffen Records                   |
| 26 kwietnia 2010     | Nobody's Daughter         | Mercury Records                  |